# 寅度州
寅度州，又称演度州，唐朝的羁縻州。贞观年间置，治所在今新疆维吾尔自治区英吉沙县北。为河西内附十二胡州之一。贞元年间废。 